# Henri François d’Aguesseau
Henri François d’Aguesseau (ur. 27 listopada 1668 w Limoges, zm. 9 lutego 1751 w Paryżu) – francuski urzędnik państwowy i polityk. Karierę rozpoczął jako radca parlamentu w Metz. Od roku 1700 procureur-general (generalny asesor), w okresie od 3 lutego 1717 do 27 października 1750 Kanclerz Francji, w latach 1717–1718 Strażnik Pieczęci.